# Legge 5 febbraio 1992, n. 104
La legge 5 febbraio 1992, n. 104 (abbreviata legge 104/1992, comunemente legge 104) è una norma della Repubblica Italiana per l'assistenza, l'integrazione sociale e i diritti delle persone con disabilità.
Nello specifico è una legge quadro che detta i princìpi dell'ordinamento in materia.

## Storia
Pubblicata nella Gazzetta Ufficiale della Repubblica Italiana n. 39 del 17 febbraio 1992, è stata modificata dalla legge 8 marzo 2000, n. 53, dal decreto legislativo 26 marzo 2001, n. 151, dalla legge 4 novembre 2010, n. 183 (art. 24), dal decreto-legge 24 giugno 2014, n. 90 convertito in legge con modificazioni dalla legge 11 agosto 2014, n. 114 e dal decreto legislativo 13 aprile 2017, n. 66.
Il 3 novembre 2023 il Consiglio dei Ministri ha approvato due decreti legislativi che riguardano la Legge 104. In particolare a partire dal 1º gennaio 2025 sarà l'INPS a occuparsi del procedimento di valutazione di base attraverso una valutazione bio-psico-sociale e la certificazione della condizione di disabilità sarà accorpata al processo di accertamento dell'invalidità civile.

## Soggetti aventi diritto
- Persone con disabilità visive
- Persone con disabilità uditive
- Persone con disabilità visive ed uditive
- Persone con disabilità affette dal disturbo dello spettro autistico
- Persone con disabilità affette dalla Sindrome di Down
- Persone con disabilità mutilate
- Persone con disabilità motorie
- Persone con disabilità psichiche

## Riconoscimento dello stato di handicap
L'art. 3 comma 1 definisce persona handicappata:
L'art. 3 comma 3 definisce lo stato di disabilità grave:
L'accertamento dell'handicap è regolato ai sensi dall'art. 4, che prevede una valutazione effettuata da un'apposita commissione medica dell'ASL. Nella commissione sono presenti anche un assistente sociale, un esperto per i vari casi da esaminare, e dal 2010, anche un medico INPS. (È prevista la possibilità di visite domiciliari per quelle persone con documentata impossibilità ad essere trasportate).
Il riconoscimento di un comma oppure dell’altro all’interno del verbale d’invalidità dà diritto ad agevolazioni differenti.

## Materie trattate e contenuto
La legge si occupa:
- dell'assistenza;
- dell'integrazione sociale;
- dei diritti della persona con handicap.

I principi generali per i diritti della persona con handicap sono definiti dall'art. 5 come la rimozione delle cause invalidanti, la promozione dell'autonomia e la realizzazione dell'integrazione sociale.
Principali destinatari della Legge 104 sono dunque i cittadini con handicap, ma non mancano riferimenti anche a chi vive con loro, spesso caregiver di queste persone. Il presupposto è infatti che l'autonomia e l'integrazione sociale si raggiungono garantendo adeguato sostegno sia alla persona con handicap che alla sua famiglia.
Le agevolazioni previste ai sensi Legge 104 sono:
- agevolazioni lavorative;
- agevolazioni per i genitori;
- agevolazioni fiscali.

### Agevolazioni lavorative
I lavoratori con handicap riconosciuto ai sensi della legge 104/92, art. 3 comma 3, possono usufruire di tre giorni di permesso mensile che non possono essere sostituiti da ferie o altri istituti né monetizzati.
I lavoratori che invece assistono un familiare in situazione di gravità ex art. 33 comma 3 della Legge 104/92 (e successive modificazioni), possono fruire di tre giorni mensili di permesso sempre che il disabile sia parente o affine entro il terzo grado di parentela.
L'art. 33 comma 6 prevede che coloro che fruiscono dei permessi retribuiti dall'INPS abbiano priorità nell'accesso al lavoro agile.

### Agevolazioni per i genitori
I genitori di soggetti con handicap riconosciuto ai sensi della legge 104/92, hanno diritto ad agevolazioni lavorative:
| Età del figlio      | Agevolazione                              |
| ------------------- | ----------------------------------------- |
| minore di 3 anni    | Prolungamento dell'astensione facoltativa |
| tra i 3 e i 18 anni | n. 3 giorni di permesso mensile           |

### Agevolazioni fiscali
I soggetti con handicap riconosciuto ai sensi della legge 104/92, hanno diritto alle seguenti agevolazioni fiscali:
- riconoscimento delle spese sanitarie quali oneri deducibili e non quali detrazioni;
- applicazione dell'IVA agevolata al 4% per l'acquisto di protesi, sussidi[6] e strumenti tecnologici (telefono cellulare, computer);
- applicazione dell'IVA agevolata al 4% per l'acquisto e la trasformazione di veicoli per il trasporto di persone con handicap;
- esenzione della tassa di concessione governativa sulla telefonia mobile;
- esenzione del bollo auto;
- detrazione in misura del 19% per l'acquisto di beni dei disabili.

Per quanto riguarda le agevolazioni per il settore auto sono previste per i soggetti con handicap riconosciuto ai sensi della legge 104/92, art. 3 comma 3.

## La giurisprudenza di merito
Nei casi di abuso nell'utilizzo dei permessi per l'assistenza familiare previsti dalla legge 104, i datori di lavoro possono procedere a un crescendo di sanzioni disciplinari fino al licenziamento per giusta causa.
La giurisprudenza italiana ha sottolineato la necessità della produzione di prove chiare, circostanziate e supportate da elementi concreti, capaci di dimostrare un uso improprio sistematico dei permessi.
Un corretto utilizzo dei permessi erogati dall'INPS non prevede la presenza fisica nel domicilio del familiare diversamente abile per svolgere un'assistenza continuativa durante l'intera durata degli stessi. Esso include anche l'allontanamento dal domicilio per svolgere attività indirettamente collegate al famigliare, quali: la gestione di pratiche burocratiche, la prenotazione di visite mediche o il disbrigo di commissioni.
La fruizione dei permessi al lavoratore diversamente abile e concessa per il ristabilimento dell'equilibrio psicofisico, della socialità e dell'integrazione nella propria rete di relazioni personali, ammettendo anche l'utilizzo di tali permessi per l'effettuazione di lunghi viaggi in auto e di spese (Cassazione, ordinanza n. 20243/2020).
Ferma restando la prevalente finalità assistenziale dei permessi, il caregiver ha diritto a poter svolgere attività personali per un breve intervallo temporale a scopo terapeutico (come una camminata veloce) o volte a garantire il suo benessere psico-fisico (Cassazione, ordinanza n. 14763 del 1° giugno 2025) , che poi si riflette anche nella qualità dell'assistenza prestata al disabile.